# Ga Bongcheon
Ga Bongcheon (Tiếng Hàn: 봉천역, Hanja: 奉天驛) là ga tàu điện ngầm trên Tàu điện ngầm Seoul tuyến 2 nằm ở Bongcheon-dong, Gwanak-gu, Seoul, Hàn Quốc.

## Lịch sử
- 30 tháng 6 năm 1983: Tên ga được quyết định là Ga Bongcheon[2]
- 22 tháng 5 năm 1984: Bắt đầu khai thác Tàu điện ngầm Seoul tuyến 2 đoạn Đại học Quốc gia Seoul ~  Euljiro 1(il)-ga
- 16 tháng 11 năm 2011: Thang cuốn lối ra 3 mở
- 13 tháng 3 năm 2012: Thang cuốn lối ra 6 mở

## Bố trí ga
| Đại học Quốc gia Seoul ↑ |
| Vòng trong Vòng ngoài \| |
| ↓ Sillim                 |

| Vòng ngoài | ●Tuyến 2 | ← Hướng đi Sadang · Gangnam · Jamsil            |
| Vòng trong | ●Tuyến 2 | → Hướng đi Sillim · Sindorim · Đại học Hongik → |